# Prosthechea pterocarpa
Prosthechea pterocarpa là một loài thực vật có hoa trong họ Lan. Loài này được (Lindl.) W.E.Higgins miêu tả khoa học đầu tiên năm 1997.

## Hình ảnh

- Tập tin:Prosthechea pterocarpa (as Epidendrum pterocarpum) - Edwards vol 30 (NS 7) pl 34 (1844).jpg